# Лавра (галерея)
Київська міська галерея мистецтв «Лавра» — головна муніципальна галерея міста Києва за адресою: вул. Лаврська, 1, в історичній будівлі провіантського магазину Київської фортеці. Відкрита 1996 року. З 2013 року Київську міську галерею мистецтв «Лавра» очолює директорка Тетяна Миронова, мистецтвознавиця, лауреатка премії КОНСХУ  імені  Платона Білецького 2021 року.

## Опис
Київська міська галерея мистецтв «Лавра» — один із чільних культурно-мистецьких осередків столиці України. Виставковий простір — 650 м². Окрім власне виставкових проєктів, тут відбуваються прем'єрні покази вистав провідних українських театральних режисерів, фестивалі сучасного мистецтва, кінопокази, презентації сучасного мистецтва, концерти зірок світового та українського музичного авангарду, покази мод, освітні заходи.
Територія галереї складається з зовнішнього та внутрішнього просторів. Внутрішній майданчик обладнаний для виставкової діяльності, а великий двір зовнішньої частини на час проведення фестивалів перетворюється на креативний простір із сценою, зонами відпочинку, кафе, ігровими та торговельними майданчиками.
Галерея розташована за адресою: вул. Лаврська,1. Загальна площа виставкових залів становить близько 650 квадратних метрів. З моменту відкриття артгалерея стала одним мистецьким центром для киян та гостей столиці. Зручний графік огляду виставок, а також вільний вхід надає чудові можливості для знайомства з найкращими творами сучасних художників та відвідування всіх цікавих проєктів.

## Історична довідка

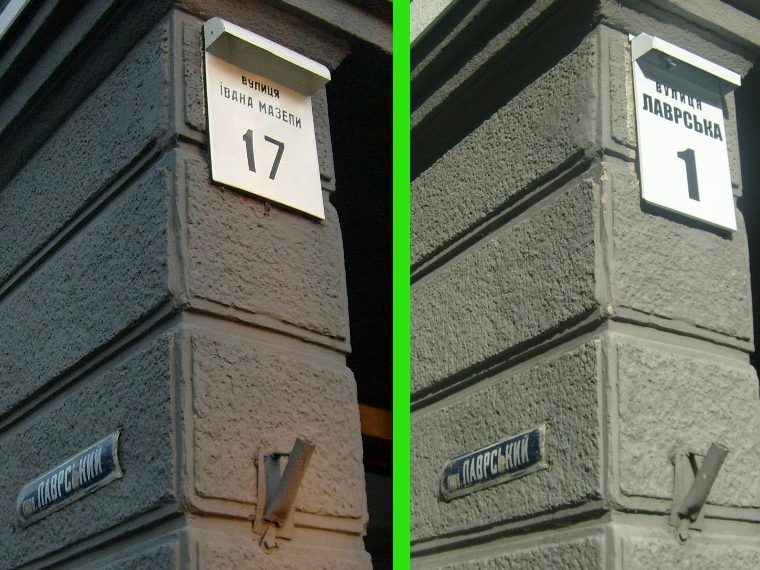
Табличка на будівлі галереї до перейменування вулиці Мазепи і після.

Приміщення галереї споруджене у 1843 — 1844 роках за проєктом військового інженера Гредякіна як провіантський магазин Києво-Печерської фортеці. Нова цегляна споруда замінила тимчасові дерев'яні будівлі (провіантські сараї та будинок вахтера). Магазин входив до складу Київської фортеці. На генеральному плані частини Києво-Печерської цитаделі 1843 року є обриси одного із фасадів будівлі та її розрізи.
Спершу будівля була одноповерховою, витягнутою та «Г»-подібною у плані, перекритою склепіннями, які спиралися на два ряди колон. Колони проходили вздовж всієї споруди, розділеної стінами на чотири частини. Дах будівлі був двоскатним, з трапецієвидним фронтоном та профільним карнизом. Вікна-бійниці, втоплені в арочні напівциркульні ніші, розташовувалися по периметру фасаду на однаковій відстані одне від одного. Споруда мала два входи з південно-східного боку.
За довгі роки існування архітектура споруди зазнала значних змін — втратила перекриття, фасади набули спрощених форм. До західного кута у 19 століття прибудовано двоповерхову споруду з підвалом господарського призначення. Загальна площа обох будівель — 4500 м².

## Події

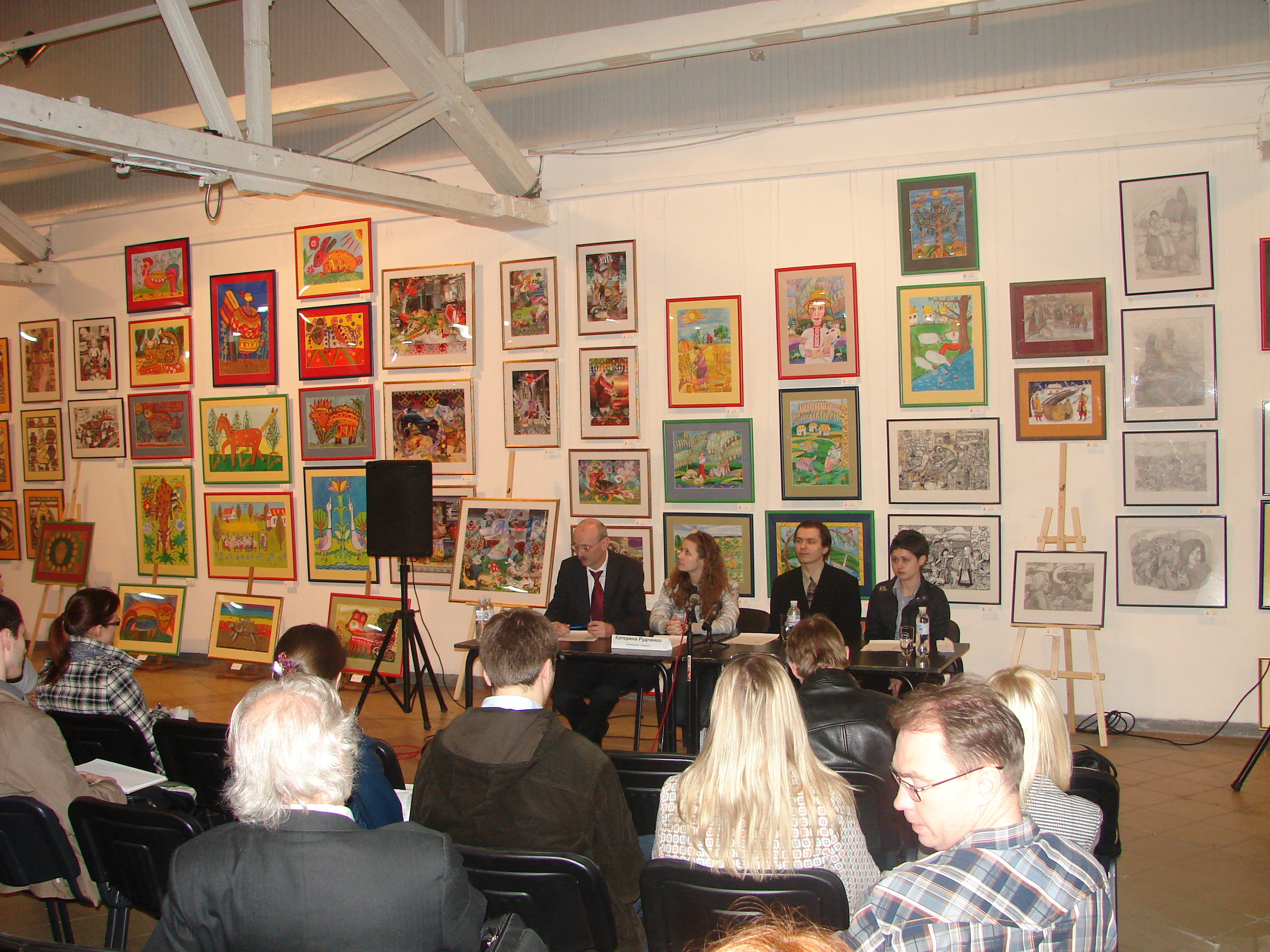
Прес-конференція «Вікімедіа Україна» у галереї «Лавра»

- Серед наймасштабніших періодичних подій у галереї «Лавра» — фестиваль «I Love Kiev», що проводиться в часі дня Києва. В його програмі — виставки та проєкти відомих українських фотографів, фешн-покази молодих дизайнерів, презентації нових книг, артпроєкти найкращих галерей сучасного мистецтва з різних міст України, кінопокази, концерти провідних виконавців з України та Європи, фестиваль графіті, різноманітні майстер-класи, вечірки, автограф-сесії, файєр-шоу тощо. У 2009 році фестиваль відвідало ~5000 осіб.
- 8 квітня 2010 року в галереї проведено прес-конференцію «Вікімедіа Україна» з нагоди подолання Українською Вікіпедією рубежу у 200 тисяч статей.
- у 2010 році в галереї Лавра була двічі представлена виставка найпрестижнішого всесвітнього конкурсу фотографії World Press Photo. Ця виставка вже традиційно відбувається саме у КМГМ «Лавра».
- Вперше в Україні розпочато проєкт перетворень міських фасадів. Галерея Лавра разом з КМДА ініціювала дворічний фестиваль при підтримці Французького культурного центру та Німецького Посольства. Міжнародний фестиваль стріт-арту «Muralissimo» присвячений проведенню Євро-2012 , метою є перетворення сірих міських фасадів на витвори стріт-арт мистецтва найкращими художниками з усього світу. На меті розписати 13 будинків у центрі міста, які створять першу у Європі галерею просто неба. По закінченню фестивалю буде видано каталог-путівник із добіркою фотографій муралізму в Україні[3].

1. Першою символічно стала адмін-будівля галереї — Лаврський провулок,9 розписана українцями групою Interesni Kazki та Lodek;
2. Другим став будинок на вул. Гоголівська 32-а розписаний французом 2SHY;
3. Третім розписали будинок неподалік від цирку на вул. Златоустівська, 20  французом Remed;
4. Четвертий малюнок розташувався на Київській міській дитячій клінічній інфекційній лікарні, що знаходиться на вул. Дегтярівська 23 українцями Interesni Kazki спільно з німцями ZonenKinder.

- «Митці про Лавру», проєкт Київської міської Галереї мистецтв «Лавра» за технічної підтримки Lavra studio, створений для соціальних мереж. Проєкт полягає у публікації відео представників культури та мистецтв про їх ставлення до київської галереї та бачення її подальшого розвитку.
- «Трансформація». В рамках проєкту «Галерея Лавра. Трансформація» було представлено новий напрям — майстерні, котрі в подальшому стануть підрозділом креативного кластеру.

«Облаштовані ігрові ландшафти» та «Мотивації», виставки відомих російських художників Володимира та Марії Семенських.
- Закритий показ фільму «ГІПНО» українського режисера Семена Горова.
- Планується запуск освітньо-енциклопедичного проєкту під назвою «Галерея Лавра: від архітектурної еволюції до творчої революції», який полягає в науковому дослідженні історичної еволюції сакрального простору міської галереї та його перетворенні у сучасне та впливове артсередовище

Зараз на меті Галереї стоїть налагодження та розвиток програми міжнародної резиденції, міжнародних та міжрегіональних зв’язків галереї з міжнародними культурними інституціями та муніципальними інституціями з різних регіонів в Україні та за кордоном для позиціонування галереї як простору для міжнародних культурних зустрічей та спільних проєктів. У залах Галереї Лавра постійно проходять міжнародні фестивалі, форуми та конференції (Don`tTakeFake, CANactions International Architecture, Festival NoNameCon, CyberKids, Фестиваль книжкової ілюстрації та ін.)
- FACE of ART В артпрограмі фестивалю: виставка картин Amazing Perplexity; інтерактивна відеопроєкція Tenpoint; мультимедійна інсталяція в жанрі science-art Євгена Чернишова; створення на свіжому повітрі розпису-карти з Алевтиною Кахідзе; VR-show[4].
- Мультимедійна виставка "Тотем" | Ігор Мельник та VJ Yarkus 22 мая 2018 г. по 6 июн. 2018 г. В експозиції виставки представлена живописна серія «Тотем» та дві масштабні відеоінсталяції. За допомогою експресивного живопису і емоційних відео проєкцій автори створюють новий міф про лелек — як символ душі, яка прагне в небо, але прикута до землі.
- Виставка «Українська ідентифікація. Анатолій Криволап, Ігор Ступаченко. Розписи церкви Покрова Пресвятої Богородиці». В експозиції були представлені живописні композиції на біблійні теми для церкви Покрова Пресвятої Богородиці в селі Липівка. Композиції створені знаменитим українським живописцем Анатолієм Криволапом, який очолює рейтинг найуспішніших українських художників, разом із колегою, монументалістом Ігорем Ступаченком. Унікальністю цієї виставки є те, що відвідувачі побачили саме оригінали розписів, які після виставки будуть змонтовані в будівлі церкви.
- Виставка Blue Monday де була представлена графіка Бориса Кашапова, живопис і два масштабних настінних розписи Романа Михайлова і APL315, створені у дворі галереї Лавра.
- Photo Kyiv Fair 2019 - наймасштабніший ярмарок фотографії в Східній Європі, де зібрані понад 500 світлин відомих українських та іноземних фотографів[5].
- Галерея Лавра запровадила новий формат артвечорів, який об’єднує декілька мистецьких презентацій в рамках одного вечора ТРІАРТ evening.
- Квест-музей «Сила підпису» — захоплююча гра і найкращий урок з історії водночас. «Сила підпису» показує, як один підпис здатен змінити життя людей, держав та всього світу. Відвідувачі розгадуватимуть, ким були люди, які поставили підпис під ключовими документами в історії світу та України, та дізнаються, як склалася їхня доля.

З 2013 року Тетяна Міронова Директор Київської міської Галереї мистецтв Лавра.